# カワヅザクラ
カワヅザクラ（河津桜、学名：Cerasus × kanzakura ‘Kawazu-zakura’）は、バラ科サクラ属のサクラ。日本固有種のオオシマザクラ (Cerasus speciosa (Koidz.) H.Ohba, 1992) とカンヒザクラ (Cerasus campanulata (Maxim.) Masam. & S.Suzuki)の自然交雑から生まれた日本原産の栽培品種のサクラ。

## 特徴
樹高は亜高木、樹形は傘状。一重咲きで4cmから5cmの大輪の花を咲かせ、花弁の色は紫紅。オオシマザクラとカンヒザクラの雑種にさらにカンヒザクラが交雑した種であり、オオシマザクラ由来の大輪の花と、カンヒザクラ由来の紫紅の花弁の色と早咲きが大きな特徴である。東京の花期は通常は2月から3月上旬で稀に早い年には12月に開花することもある。原木のある静岡県河津町での花期は2月頃で花期が1ヶ月と長い。野生では花粉の媒介者となる虫の活動が始まる春よりも大幅に早く咲くと子孫を残せないため、本州の野生種のサクラには寒い時期に咲かない仕組みがあるのだが、カワヅザクラは本来は本州に自生しないカンヒザクラが交雑することによって花期が早まったと考えられている。極端な早咲きは野生では淘汰される不利な特質だが、カワヅザクラのような栽培品種ではその珍しい特質と花の特徴がむしろ好まれて接ぎ木などで増殖されている。

## 由来
1955年に静岡県賀茂郡河津町田中の飯田勝美が河津川沿いの雑草の中で1mほどの原木を偶然発見し、庭先に植えたことが由来である。1966年から開花し、当初、発見者の飯田家の屋号から「小峰桜」と地元で言われてきたが、その後の学術調査で今までに無かった雑種起源の栽培品種であると判明し、1974年に「カワヅザクラ（河津桜）」と命名され、1975年に河津町の木に指定された。現在も原木はこの地に存在し、2007年現在で樹齢50〜60年である。また、1968年頃からこのサクラが増殖されるようになった。町の木指定に伴い、町民有志らによる植栽が河津川河口などから町内全域に広がったが、樹勢劣化や病虫害による病斑や、植栽間隔が短く枝が接触することによる生育障害も見つかるようになった。また、堤防の樹木は根元から水が入り、土壌が緩んで決壊しやすくなり、流木による堤防の損壊や水位上昇につながる恐れもあることから、1998年施行の改正河川法により河川区域での植樹は禁止された。

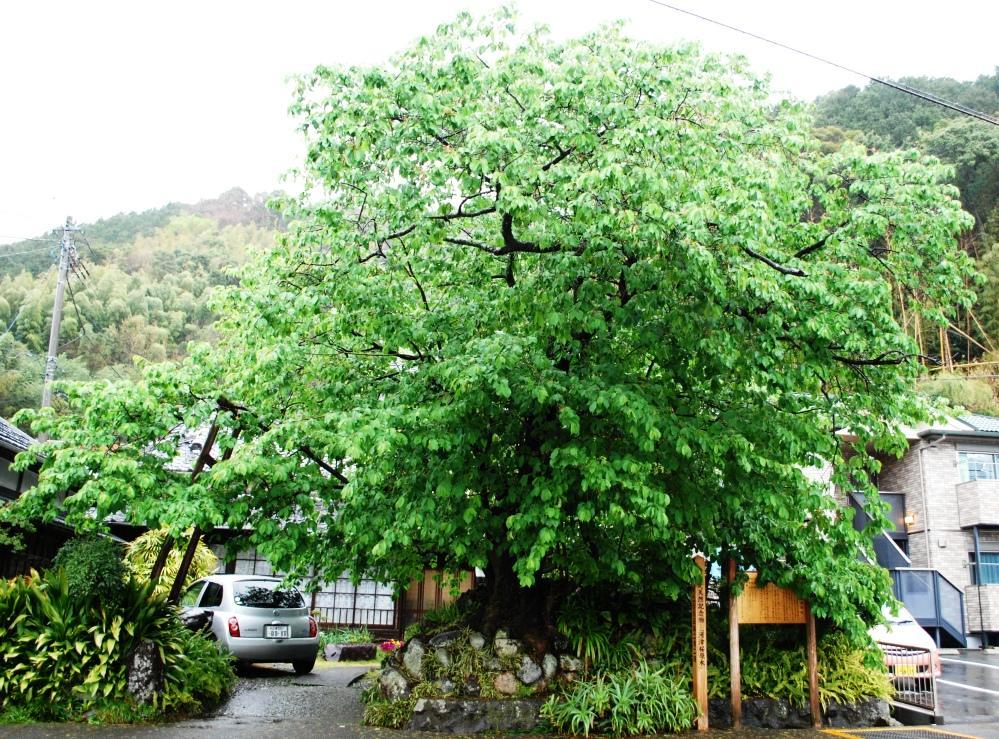
飯田家のカワヅザクラ原木（2009年3月）
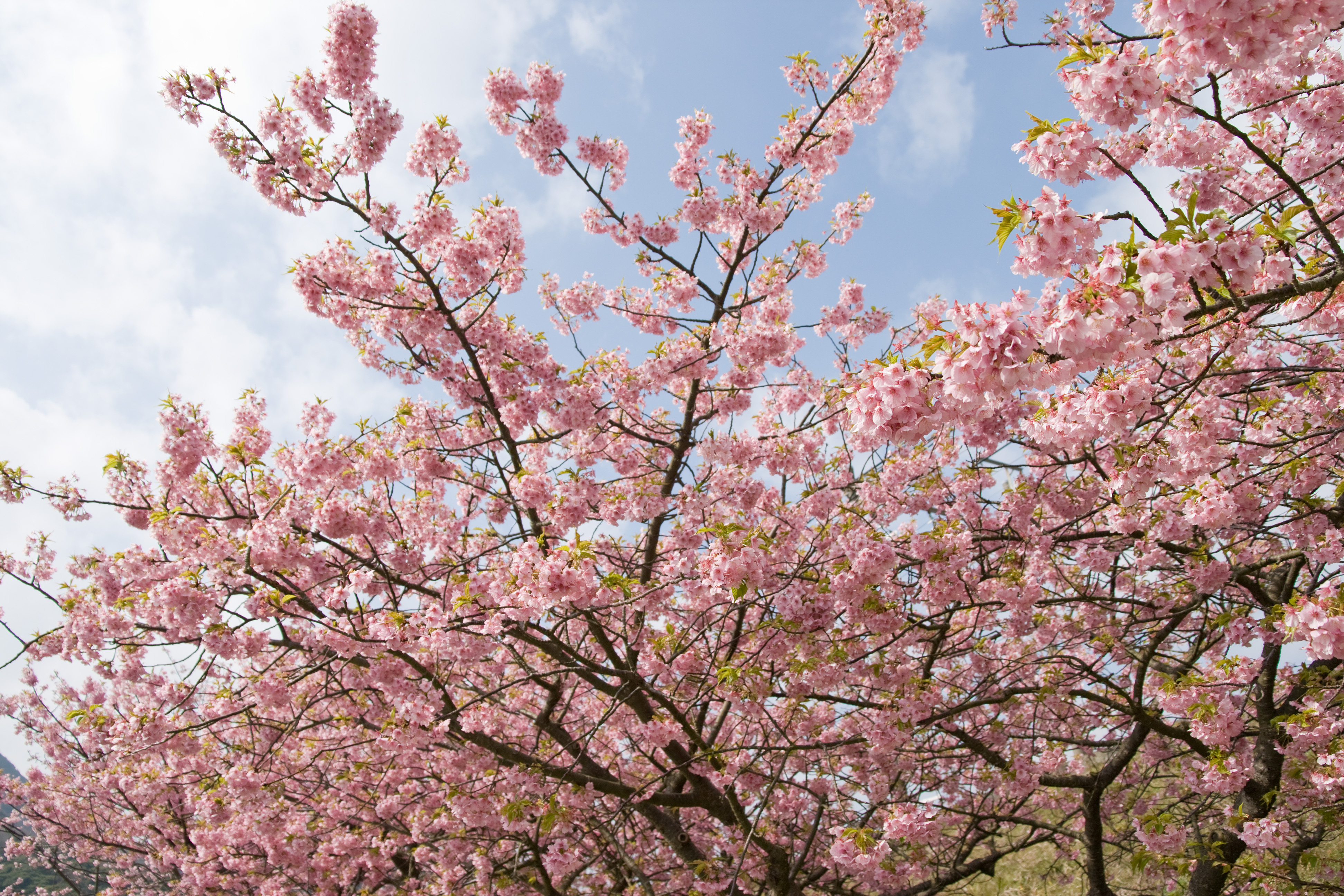
静岡県賀茂郡河津町のカワヅザクラ（2010年3月）
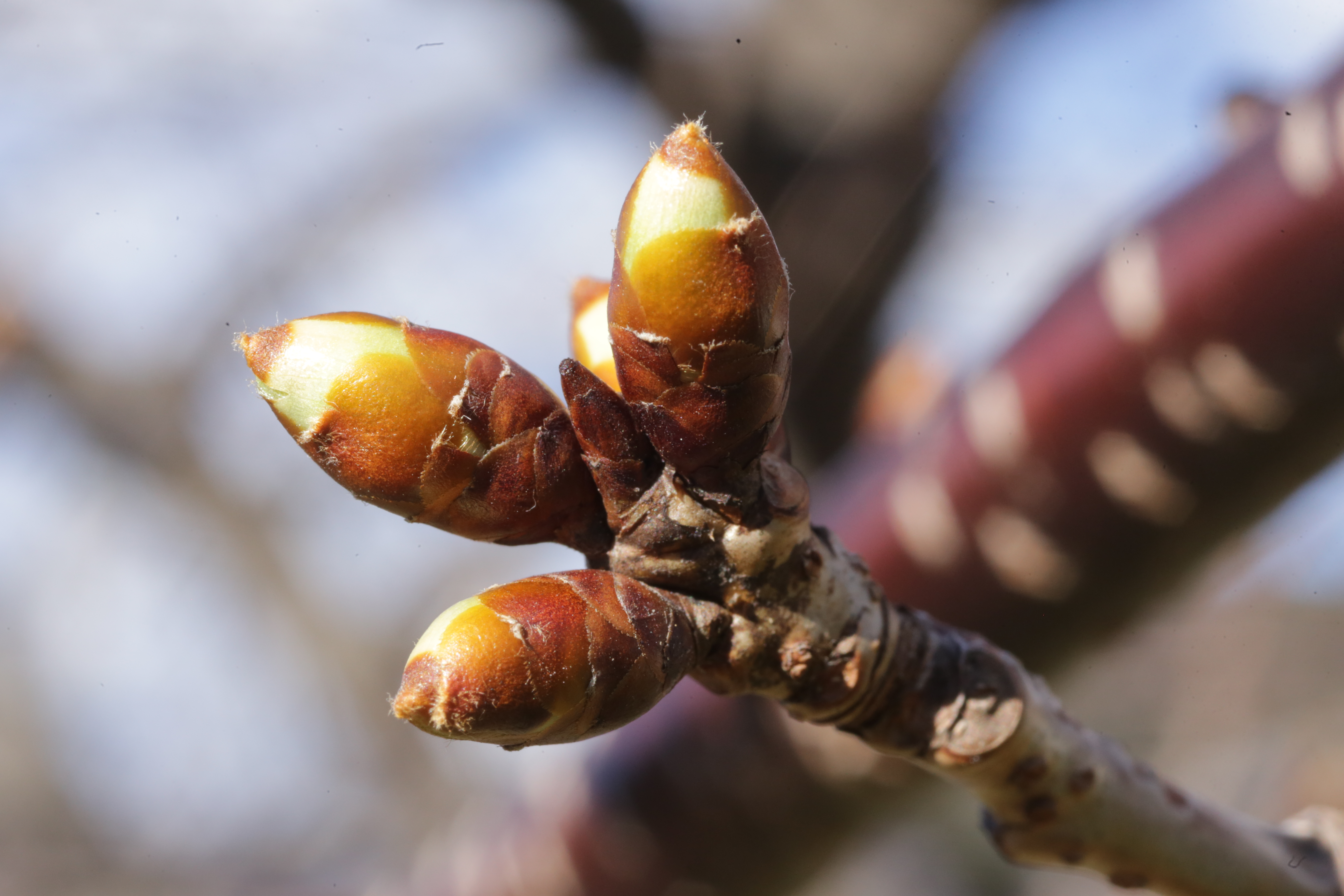
つぼみ（2019年1月 静岡県賀茂郡河津町内）
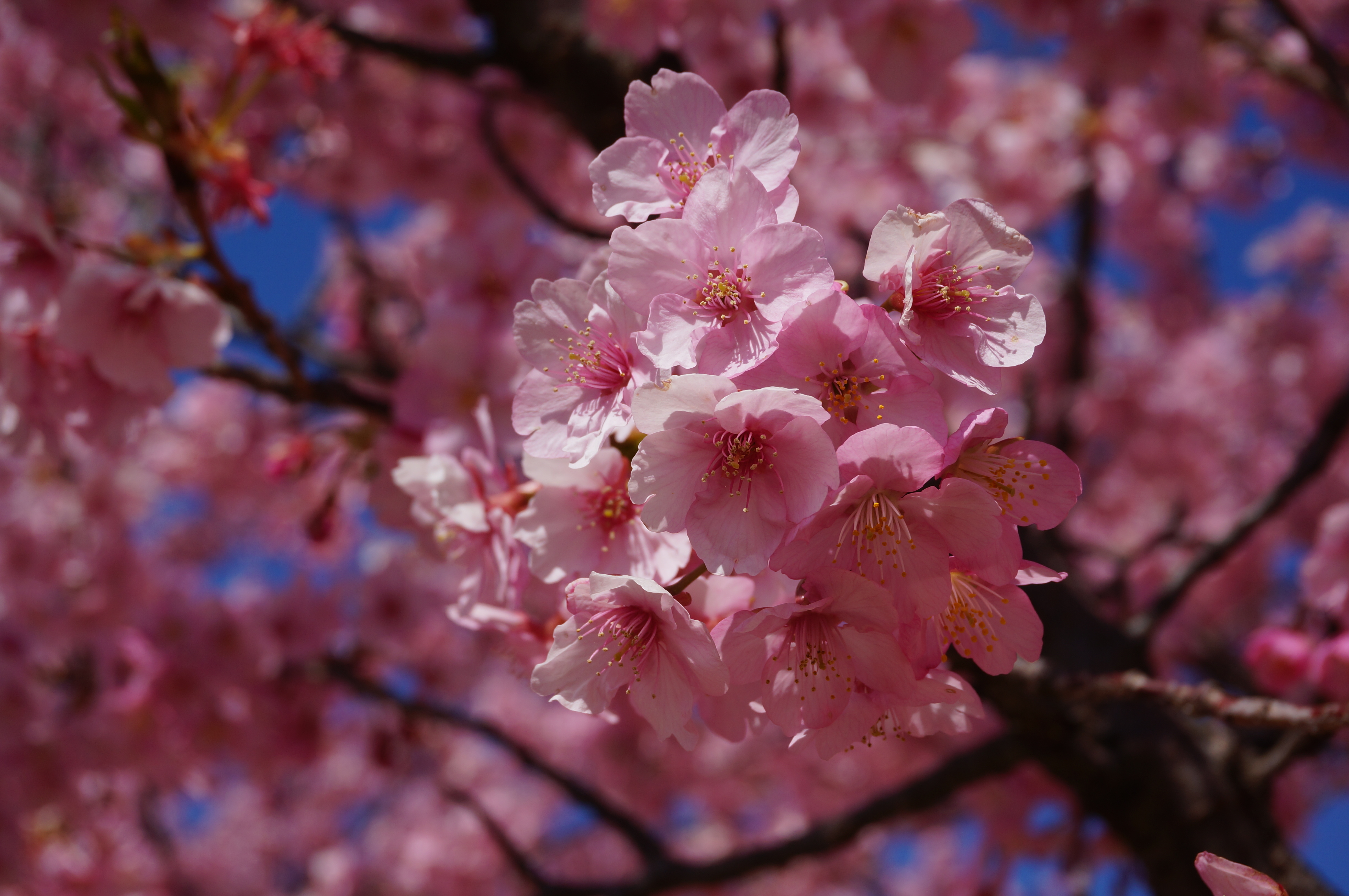
花（2019年3月 埼玉県深谷市内）
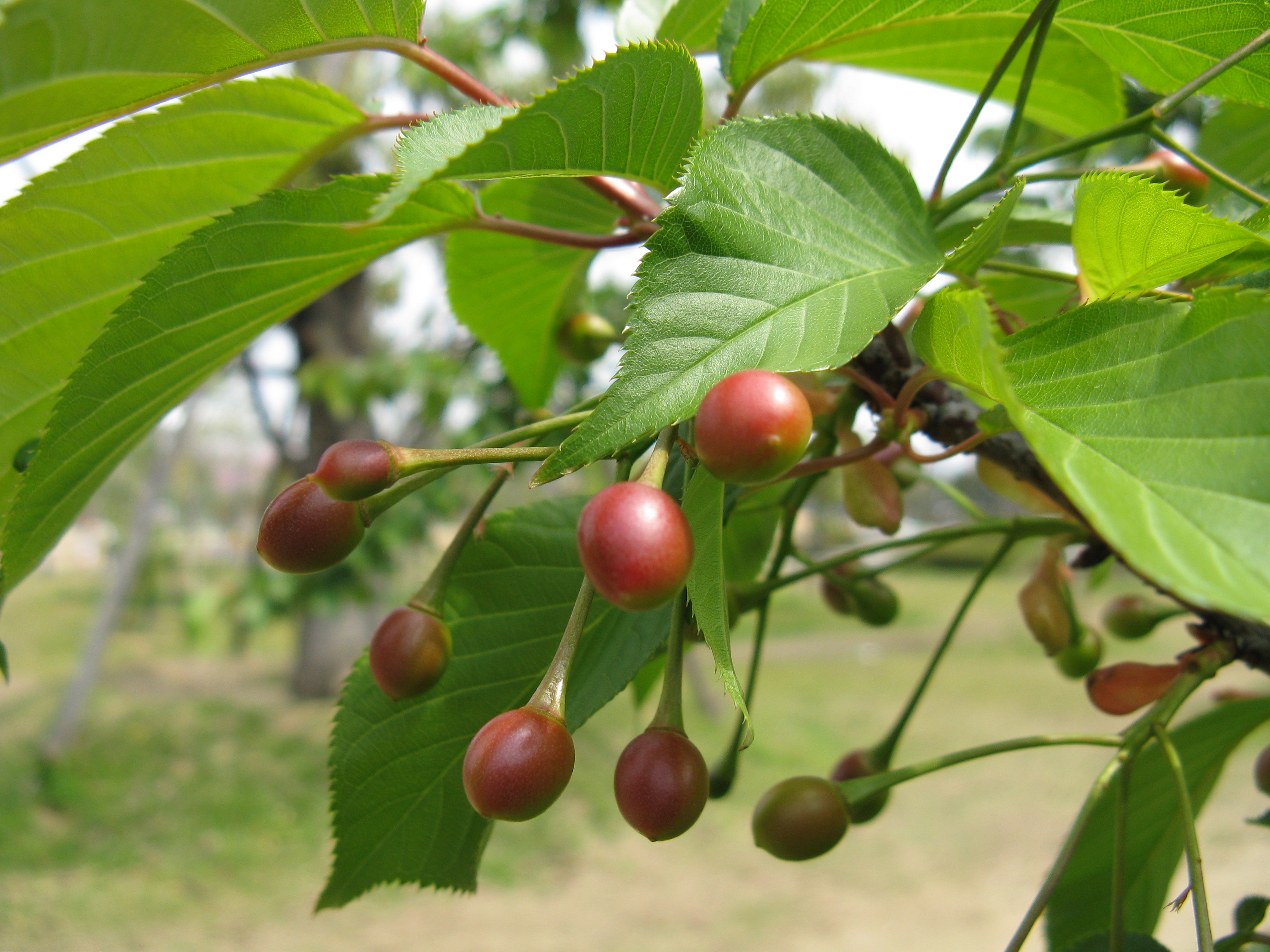
果実（2007年4月）
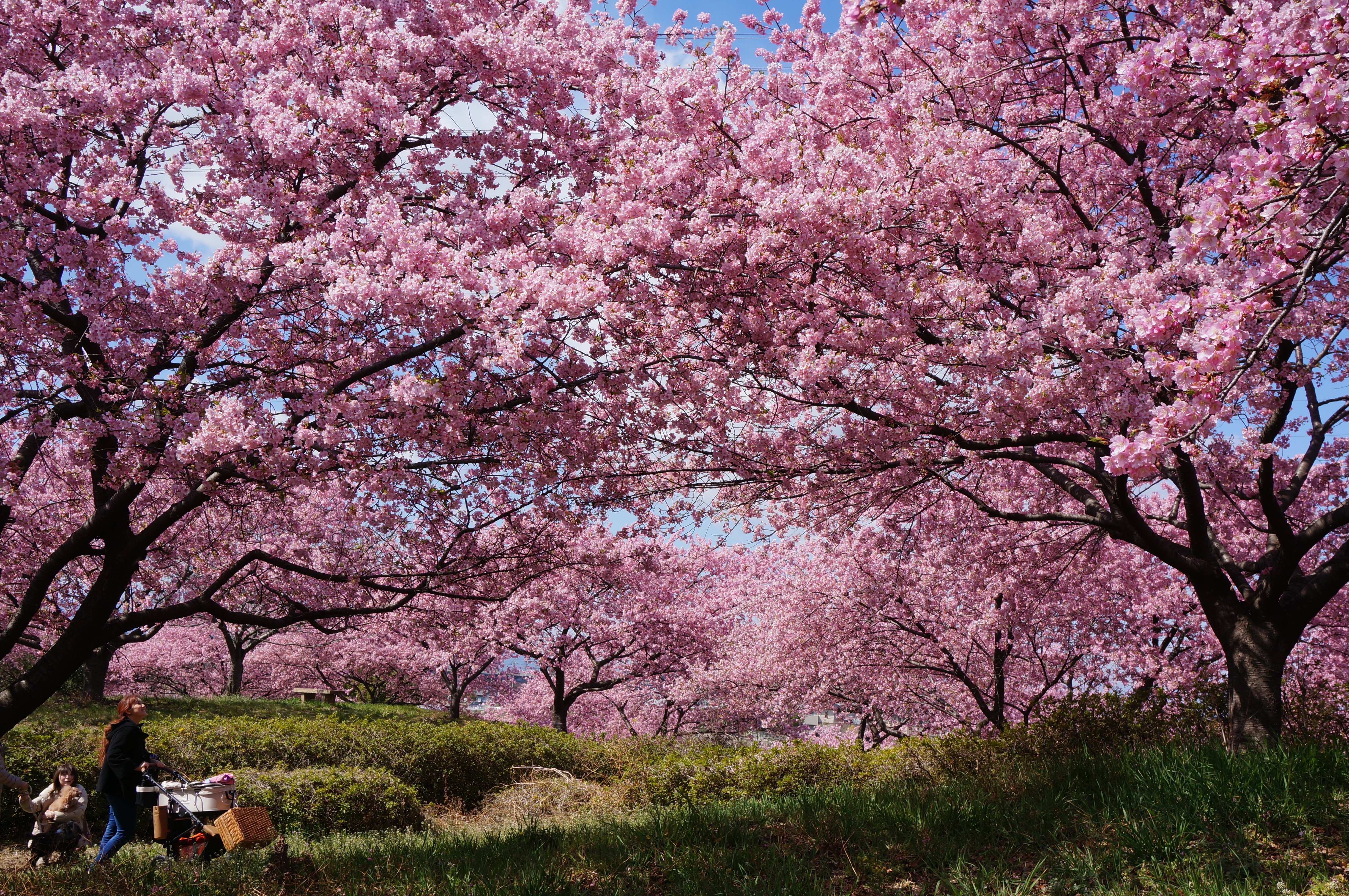
咲き誇るカワヅザクラ（深谷市の榛の森公園）

## イベント
名前の由来となった河津町では1991年より、毎年2月10日前後から3月10日前後にかけて河津桜まつりが開催される。河津駅近辺の河口から河津川にそって「河津桜並木」が約3km続いており、毎年この時期になると大勢の観光客でにぎわう。夜にはライトアップされる。
また、寒波などの影響で開花が遅れ、河津桜まつり閉幕後も河津桜が楽しめる年もある。このような年は河津町観光協会の判断により、特別イベントとして「かわづ春うららまつり」が1週間実施される（2012年・2013年に実施）。

## 自治体の木
- 静岡県賀茂郡河津町
- 静岡県賀茂郡東伊豆町

## その他
- 美和桜-静岡県静岡市葵区の安倍川土手に植樹されたカワヅザクラの並木。
- 山の手さくら-静岡県焼津市山の手地域の朝比奈川土手に植樹されたカワヅザクラの並木。